# Wallfahrtskirche Frauenbrünnl

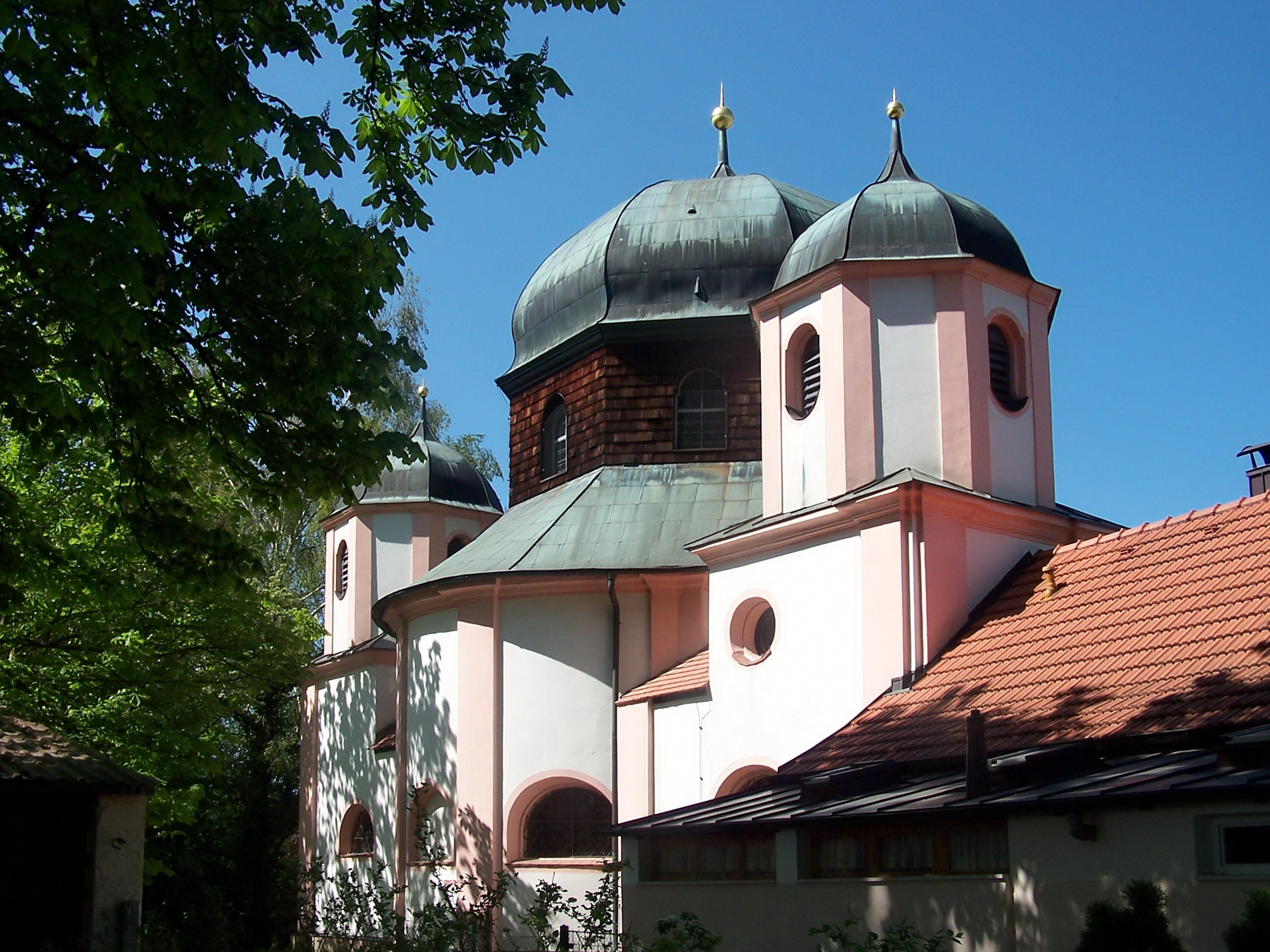
Wallfahrtskirche Frauenbrünnl

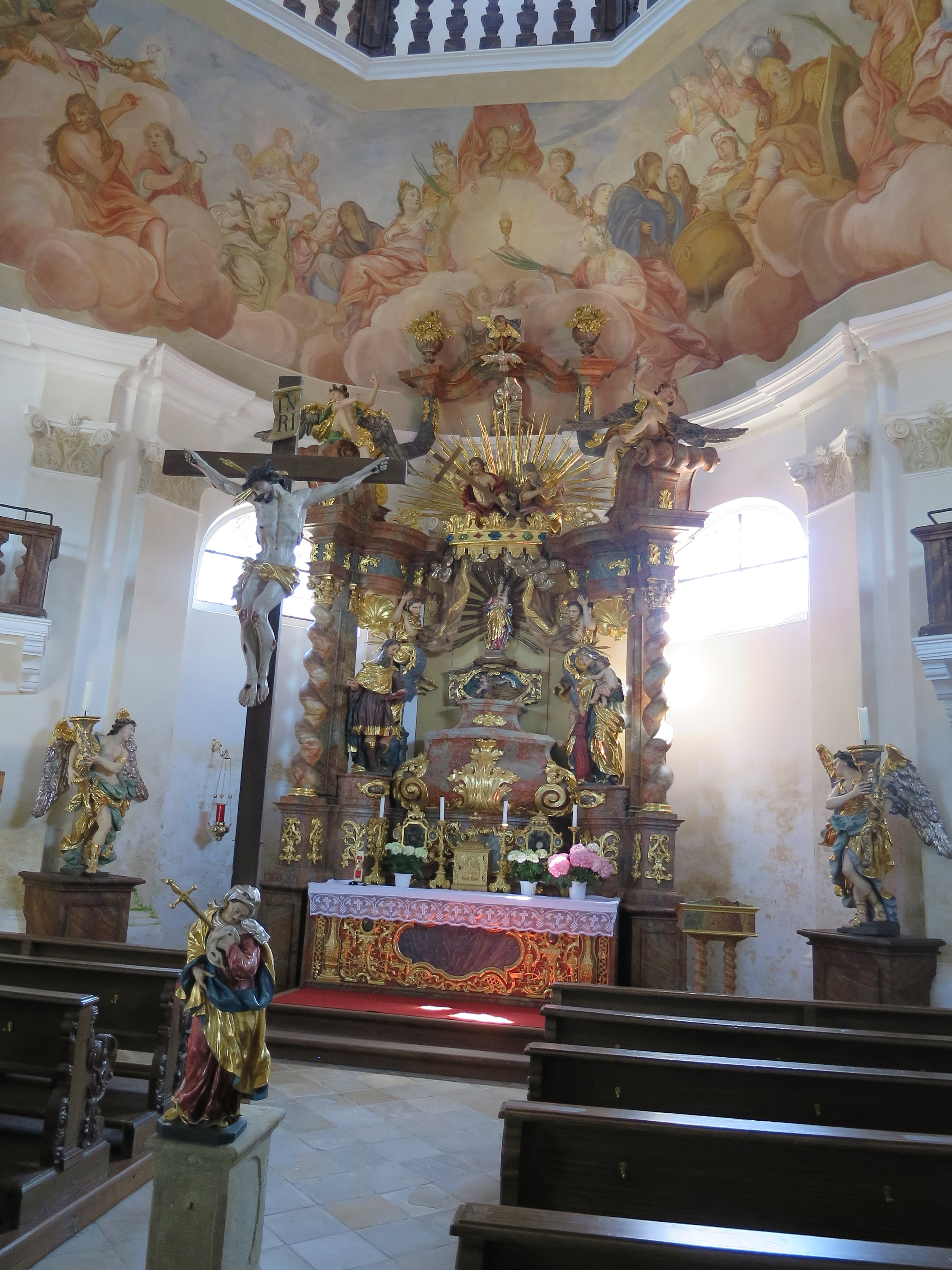
Altar

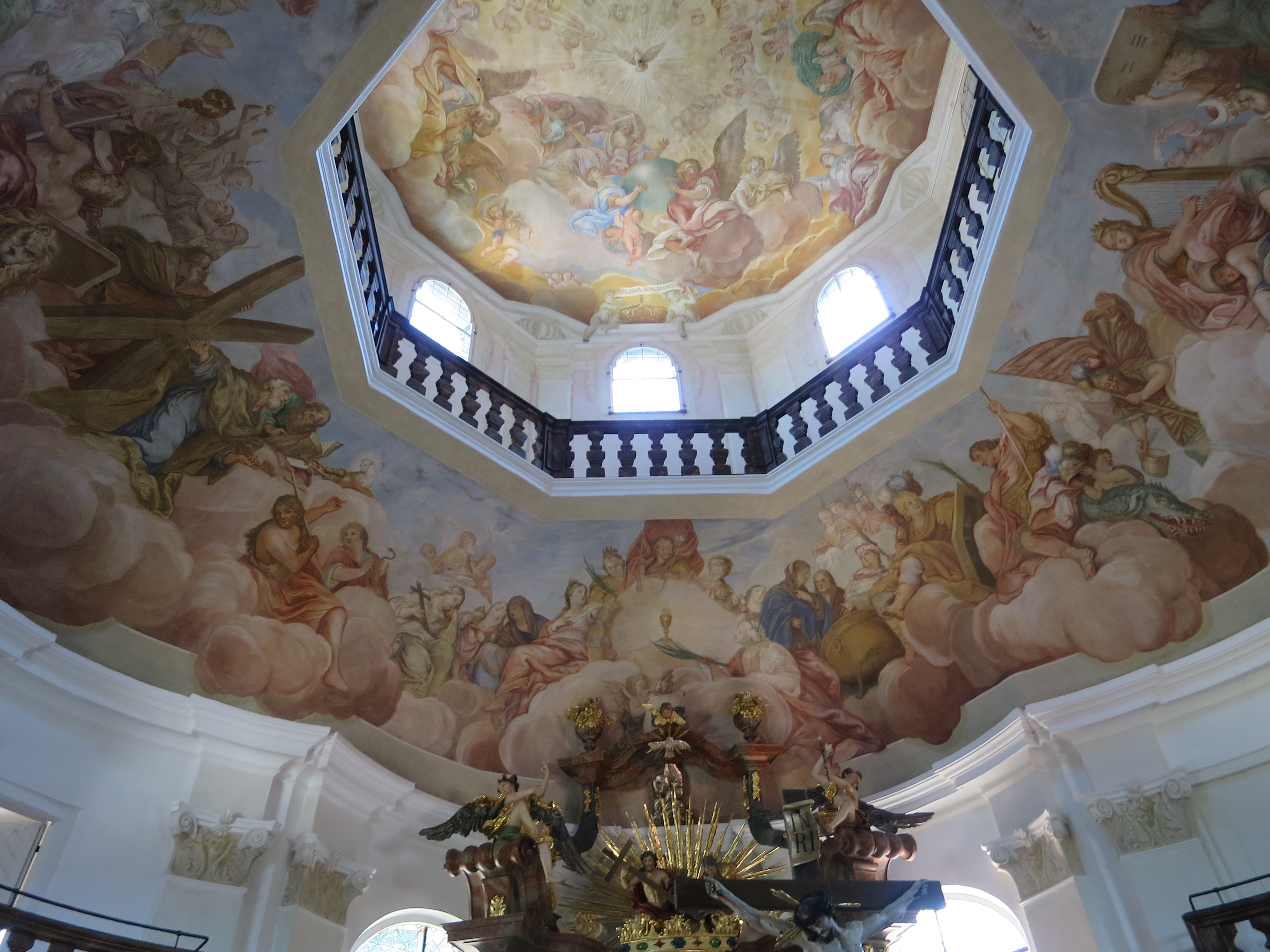
Deckengemälde

Die römisch-katholische Wallfahrtskirche Frauenbrünnl (auch: Unser Lieben Frau Frauenbründl) ist ein barocker Zentralbau im Ortsteil Frauenbrünnl von Straubing in Niederbayern. Sie gehört zur Stadtpfarrgemeinde St. Jakob in Straubing im Bistum Regensburg.

## Legende
Die Wallfahrtskirche Frauenbrünnl geht auf eine fromme Legende zurück, nach welcher der Ort eine der Stationen gewesen sei, an denen die Wallfahrtskirche Mariä Himmelfahrt auf ihrer wunderbaren Wanderung nach Sossau gestanden haben soll. Die Engel sollen die Kirche hier abgesetzt haben, woraufhin eine Quelle (Frauenbrünnl) entsprungen sei.

## Geschichte und Architektur
Das heutige Bauwerk wurde in den Jahren 1705–1707 an Stelle einer Fachwerkkapelle nach Plänen eines unbekannten Meisters erbaut, die Fresken werden Hans Georg Asam zugeschrieben. Eine Restaurierung erfolgte 1985–1989.

### Äußeres
Das Bauwerk ist ein kräftig gegliederter Kuppelbau, der an einem Hang oberhalb der Frauenquelle liegt und deswegen nach Süden ausgerichtet ist. Dieses Gebäude gehört zu einer Gruppe von Wallfahrtskirchen (unter anderem mit der Dreifaltigkeitskirche Kappl), die als unverwechselbar geformte, zentralisierende Bauwerke einen eigenen, phantastischen Charakterzug aufweisen, welcher als Schmuck den Gnadenorten entsprechend einer volkstümlichen Frömmigkeit angemessen war.
Die Kirche ist auf einem kleeblattförmigen Grundriss mit einem querrechteckigen Eingangsflügel erbaut. Die Mitte wird durch eine weite oktogonale Kuppel abgeschlossen. An den seitlichen Konchen springen zwei turmartige Flügel vor, die oktogonale Glockengeschosse mit Kuppelhauben tragen und die Sakristei und ein Treppenhaus zur Empore enthalten. Das Gebäude ist an den Außenwänden mit Lisenen gegliedert, das mittlere Oktogon mit Schindeln gedeckt. Der zur Quelle gewandte Eingangsflügel ist durch einen Dreiecksgiebel als Hauptfassade hervorgehoben.

### Inneres
Der Dreikonchenraum ist durch drei flache, im Grundriss kreissegmentförmige Konchen bestimmt, die ohne dazwischen liegende Wandstreifen aneinander anschließen. Im rechteckigen Eingangsraum ist die Orgelempore mit Balustrade untergebracht. Daran anschließende Emporen erstrecken sich bis in die seitlichen Konchen. Die Wand wird durch Pilaster mit teils stuckierten, teils nur gemalten Kapitellen gegliedert. Originell ist die doppelschalige Kuppel. Die Wölbungen der Konchen sind zu einer durchlaufenden Wölbung verschliffen, an die sich das Tonnengewölbe der Empore anschließt. Zentral öffnet sich die Kuppel zu der oktogonalen Öffnung, die den Blick zur Flachdecke des Oktogons freigibt, welche durch die Fenster des Tambours hell belichtet ist. Die Wölbung ist so weit eingezogen, dass sich ein schmaler Umgang mit Balustrade am Wölbungsrand ergibt.

### Deckengemälde
Die Deckengemälde werden aus stilistischen Gründen mit hoher Wahrscheinlichkeit Georg Asam zugeschrieben. Möglicherweise waren auch seine Söhne Cosmas Damian und Egid Quirin mit an der Ausmalung beteiligt. Das Bildprogramm ist inschriftlich auf die Anrufungen der Lauretanischen Litanei bezogen. Die beiden Bildebenen (auf der umlaufenden Wölbung und auf der Decke des Oktogons) sind inhaltlich und räumlich aufeinander bezogen.
An der umlaufenden Wölbung wird auf Maria als „Regina Sanctorum omnium“ verwiesen. Außer den Heiligen Florian, Georg und anderen sind alttestamentarische Zeugen wie Noah, Moses und König David dargestellt. Über dem Altar ist das Wunder der Eucharistie gezeigt; um den strahlenden Kelch sind der heilige Josef und heilige Jungfrauen versammelt. Ein Engel präsentiert eine Darstellung des am Hochaltar aufgestellten Gnadenbilds als Kupferstich. In der unteren Bildebene ist Maria nicht dargestellt, auf sie wird an der Decke des Oktogons als „Regina Angelorum“ verwiesen. Die Engelschöre sind um die Weltkugel mit Gottvater geschart. Im Zentrum ist die Taube des Heiligen Geistes in der Strahlenglorie gezeigt. Über dem Altar halten zwei Putten die Krone für Maria bereit.
An den Wänden des Tambours wurden bei der Restaurierung von 1986 Reste einer gemalten Wandgliederung mit Gebälkkranz und Fensterrahmungen freigelegt.
Zahlreiche Figuren des Allerheiligenhimmels sind an entsprechende Darstellungen auf dem Kuppelfresko von Ciro Ferri in St. Agnese in Rom angelehnt; sie wurden jedoch durch Asam geschickt den völlig anderen Raumverhältnissen in Frauenbrünnl angepasst. Die Deckengemälde fallen durch ein warmes Kolorit mit hellrötlichen und goldockerfarbenen Grundtönen auf.
Insbesondere das Oktogonfresko ist sehr gut erhalten. Die ausdrucksvolle Charakterisierung einiger Engelsköpfe lässt auf eine Beteiligung von Egid Quirin und Cosmas Damian Asam schließen. Unklar ist, inwieweit Georg Asam die Architektur dieser Kirche beeinflusst hat. Die Abhebung der hell beleuchteten Oktogondecke von der unteren Wölbung ist vermutlich von Beginn an auf das Bildprogramm ausgerichtet. Eine Verwandtschaft mit der Deckengestaltung der Klosterkirche Weltenburg aus den Jahren nach 1716 wird in der Literatur postuliert. In Maßstab und Anspruch ist Frauenbrünnl jedoch in keiner Weise mit dem mutmaßlichen Vorbild zu vergleichen.

## Ausstattung
Der Altar ist eine ausgreifende, marmorierte Baldachinanlage mit Schnitzfiguren und stammt aus der Zeit um 1710/1720. Die gedrehten Außensäulen sind weit ausgestellt, das Gebälk nimmt mit konvexen Ausschwüngen die Raumform im Gegenzug auf. Die inneren Stützen sind als Engelshermen zur Auszeichnung des Gnadenbilds, einer Schnitzfigur der Muttergottes auf der Mondsichel vom Ende des 17. Jahrhunderts, ausgeformt. Seitlich stehen Figuren der Heiligen Joachim und Anna selbdritt. Im Altarauszug ist die Heilige Dreifaltigkeit dargestellt. Neben dem Altar stehen feingearbeitete geschnitzte Leuchterengel.
Die Orgel ist ein Werk eines unbekannten Orgelbauers aus der Zeit um 1730 mit fünf Registern auf einem Manual und angehängtem Pedal. Sie wurde 1989 von Christoph Kaps restauriert.